# Tratatul de la Washington (1871)
Tratatul de la Washington a fost un acord semnat și ratificat de Regatul Unit și Statele Unite ale Americii în 1871. Din partea britanică a semnat prim-ministrul William Gladstone, iar din cea americană de președintele Ulysses S. Grant. Tratatul a rezolvat diverse problemele litigioase dintre cele două țări, inclusiv Revendicările Alabama, precum daunele produse transportului maritim american de către navele de război Confederate, vase construite în șantierele britanice,  sau pescuitul ilegal în apele canadiene și pierderile din rândul cetățenilor britanici în timpul Războiului Civil American. Acest tratat a pus bazele permanente ale relațiilor pașnice dintre Statele Unite și Canada, respectiv Statele Unite ale Americii și Marea Britanie.  După ce o comisie de arbitraj a dat dreptate poziției americane în 1872, Marea Britanie a acceptat plata către Statele Unite a 15,5 milioane dolari (aproximativ 295 milioane dolari la valoare din 2018), ceea ce a dus la încheierea litigiului și la semnarea unui tratat, care a restabilit relațiile de prietenie între cele două state. Arbitrajul internațional a stabilit un precedent, iar cazul fost folosit în codificarea dreptului internațional.

## Contextul general

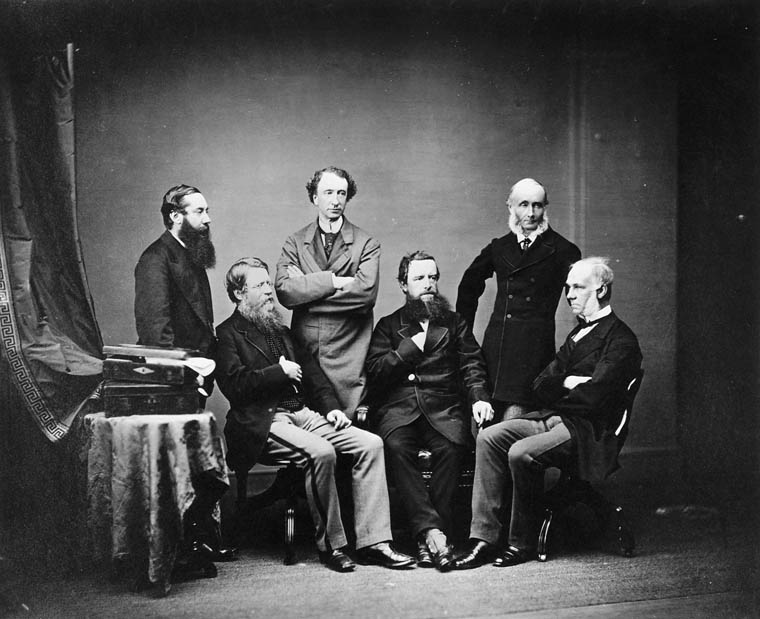
Înalții comisari britanici și canadieni la Tratatul de la Washington din anul 1871.
În picioare, de la stânga la dreapta: Charles Abbott, John A. Macdonald, Mountague Bernard.
Pe scaune, de la stânga la dreapta: Stafford Northcote, George Robinson, Edward Thornton

La începutul anului 1871, guvernul britanic l-a trimis Sir John Rose în Statele Unite ca să sondeze poziția președintelui Ulysses S. Grant cu privire la începerea negocierilor pentru rezolvarea Litigiului frontierei  nord-vestice .  Guvernul SUA a acceptat cu bunăvoința aceste propuneri prin  răspunsul Secretarului de Stat Hamilton Fish și ca  urmare, pe 26 ianuarie, Sir Edward Thornton, Ministrul Britanic la Washington, a propus în mod oficial numirea unei Înalte comisii comune, care să se întâlnească la Washington pentru rezolvarea litigiului. Statele Unite ale Americii și-au dat rapid acordul, cu condiția ca problemele rezultate din Războiul Civil a să fie abordate de asemenea. Guvernul britanic a acceptat imediat condițiile suplimentarea americane, iar părțile au trecut la numirea membrilor comisiei. 

## Comisia comună
Guvernul Britanic i-a numit pentru comisia comună pe George Robinson, Sir Stafford Northcote, Domnul Tenterden, Sir Edward Thornton, Mountague Bernard și pe premierul canadian Sir John A. Macdonald. Președintele Grant i-a numit în calitate de comisari pe Secretarul de Stat Hamilton Fish, care a avut și funcția de președinte al comisiei, Robert Schenck,  Ebenezer R. Brumă, George Henry Williams, Samuel Nelson și J. C. Bancroft Davis.
Deși tratatul a fost semnat în numele Imperiului Britanic, prezența lui Macdonald asigura nou înființatului Dominion al  Canadei posibilitatea participării cel puțin la soluționarea aspectelor de politică externă externe care îl afectat în mod direct, în special cu privire la relațiile cu Statele Unite ale Americii. 
Comisia mixtă și-a început de îndată lucrările și, pe 8 mai, a finalizat un proiect de tratat care a primit aprobarea rapidă a celor două guverne. În afară de soluționarea litigiului în creștere din așa-numita Revendicare Alabama, a fost abordată și problema drepturilor de pescuit în zona de nord-est a Atlanticului, negocierile în această privință urmând să fie începute de o comisie mixtă întrunită la Halifax . În 1877, Comisia Halifax pentru pescuit, acționând în temeiul Tratatului, a hotărât ca Statele Unite să plătească o compensație de 5.500.000 dolari guvernului britanic. La final, s-a căzut de acord ca părțile să accepte arbitrajul Kaiserului Wilhelm I. Urma astfel să se rezolve litigiul cunoscut ca  „Războiul Porcului” referitor la graniță maritimă în Golful Puget.  Tratatul a avut o influență majoră în domeniul  dreptului internațional, cu efecte ulterioare asupra hotărârilor Congresului de la Berlin din 1878.
În 1872, la Geneva, Statele Unite ale Americii au primit 15.500.000 dolari în conformitate cu prevederile tratatului, guvernul britanic și-a cerut scuze, fără a admite însă că ar avea vreo vină,  pentru distrugerile provocate de către vasele de război Confederate construite în șantierele englezești. 
Nu au fost prevăzute despăgubiri pentru raidurile feniene (atacurile  republicanilor irlandezi cu bazele în SUA). Pescarii americani au primit dreptul să pescuiască în apele canadiene. Această ultimă prevedere l-a iritat pe premierul canadian Macdonald, dar el a fost obligat să semneze tratatul, dat fiind faptul că era doar membru cu vot consultativ în delegația britanică. După ce tratatul a fost publicat în presa din Canada, opinia publică din această țară a condamnat prevederile documentului, dar premierul Macdonald nu a dat nicio declarație publică pe această temă. Când a început dezbaterile pentru ratificarea tratatului de către Camera Comunelor din Canada, el a dezvăluit că a purtat în secret de negocieri pentru obținerea unor condiții mai favorabile și A obținut o plată în numerar de la americani pentru drepturile de pescuit în apele canadiene la schimb cu renunțarea la orice pretenție financiară legată tolerarea de către SUA a acțiunilor naționaliștilor republicani irlandezi.  În plus, britanicii au fost de acord pentru un împrumut garantat 4.000.000 lire pentru construirea de Căii Ferate Pacifice. Această lovitură de maestru al diplomației canadiene a permis ratificarea de către Parlamentul Canadian a tratatului, care era altfel foarte nepopular. 

## Impactul asupra dreptului internațional
Specialistul în drept internațional John Bassett Moore a numit acest tratat " cel mai mare tratat al arbitrajului real și imediat pe care lumea la văzut vreodată".  Așa-numitele „reguli de la Washington”, convenite de părțile contractante pentru îndrumarea tribunalului în interpretarea anumitor termeni folosiți în tratat și a anumitor principii ale dreptului internațional care guvernează obligațiile țărilor neutre, sunt: 
1. Această verificare prealabilă „ar trebui să fie exercitată de guvernele neutre în proporție exactă cu riscurile la care poate fi expus unul dintre beligeranți, din cauza neîndeplinirii obligațiilor de neutralitate din partea lor.”
2. „Efectele unei încălcări a neutralității comise prin construirea, echiparea și înarmarea unei nave nu sunt îndepărtate de nici o comandă pe care guvernul puterii beligerante, care a beneficiat de încălcarea neutralității, ar fi putut ulterior acorda acelei nave; iar ultimul pas prin care este săvârșită infracțiunea nu poate fi admisibilă ca motiv pentru scutirea de responsabilitate, și nici nu se poate ca finalizarea fraudei să fie un mijloc pentru a-și stabili nevinovăția.”
3. „Principiul extrateritorialității a fost admis în legile naționale, nu ca un drept absolut, ci numai ca o procedură bazată pe principiul de curtoazie și respect reciproc între națiuni diferite și, prin urmare, nu poate fi folosit niciodată pentru protecția actelor efectuate cu încălcarea neutralității.”[1]

Aceste norme au afectat lucrările Congresului de la Berlin din 1878. De asemenea, acest precedent a fost folosit pentru stabilirea regulilor Ligii Națiunilor și a Organizației Națiunilor Unite.

## Implicații
Tratatul de la Washington a avut un efect semnificativ asupra relațiilor pe termen lung ale Statelor Unite cu Canada și Regatul Unit. Odată cu semnarea Tratatului de demilitarizarea a zonei de frontieră canadiano-americană, rezolvarea altor probleme restante din relațiile bilaterale prin Tratatul de la Washington și industrializare a regiunii Marilor Lacuri, riscul de război dintre SUA și Regatul Unit a devenit extrem de puțin probabil și nu a fost niciodată luat în serios de către oricare dintre cele două părți. În Statele Unite nu s-a mai vorbit niciodată despre anexarea Canadei. Tratatul a pus bazele pentru Marele apropiere – convergența  intereselor americane și britanice.

## Vedeți și:
- Relațiile dintre Regatul Unit și Statele Unite ale Americii